# Actinote quasicinerea
Actinote quasicinerea är en fjärilsart som beskrevs av Hayward 1931. Actinote quasicinerea ingår i släktet Actinote och familjen praktfjärilar. Inga underarter finns listade i Catalogue of Life.